# Peckhamia variegata
Peckhamia variegata là một loài nhện trong họ Salticidae.
Loài này thuộc chi Peckhamia. Peckhamia variegata được Frederick Octavius Pickard-Cambridge miêu tả năm 1900.